# Генрі Фіцрой, 5-й герцог Графтон
Генрі Фіцрой, 5-й герцог Графтон (10 лютого 1790 — 26 березня 1863), віконт Іпсвіч до 1811 року та граф Юстон між 1811 і 1844 роками — британський пер і політик.
Графтон був сином Джорджа Фіцроя, 4-го герцога Графтона, і леді Шарлотти Марії Волдеґрейв, доньки Джеймса Волдеґрейва, 2-го графа Волдеґрейва. 6-й герцог був політиком.
Він представляв Бері-Сент-Едмундс як член парламенту як віг між 1818 і 1820 роками та знову між 1826 і 1831 роками та був депутатом від Тетфорда між 1834 і 1841 роками.
24 травня 1830 року він отримав звання полковника ополчення Західного Саффолка.
Графтон одружився 20 червня 1812 року в Португалії з Мері Керолайн Берклі (18 червня 1795 — 10 вересня 1873, дочкою адмірала сера Джорджа Кренфілда Берклі. У них було п'ятеро дітей:
- Леді Мері Елізабет Емілі Фіцрой (1817—1887), вийшла заміж за преподобного Августа Фіппса, сина графа Малґрейва
- Марія Луїза Фіцрой (1818—1912), вийшла заміж за Едварда Даґласа-Пенанта, 1-го барона Пенріна, і мала з ним дітей.
- Вільям Генрі Фіцрой, 6-й герцог Графтон (1819—1882)
- Август Чарлз Леннокс Фіцрой, 7-й герцог Графтон (1821—1918)
- Фредерік Джон Фіцрой (1823—1919), одружився з Кетрін Вескомб і мав з нею дітей.

Графтон помер у 1863 році у віці сімдесяти трьох років у Вейкфілд-Лодж, поблизу Поттерспурі, Нортгемптоншир.